# Niedarzyno
Niedarzyno (kaszub. Niedarzënò, niem. Meddersin) – wieś kaszubska w Polsce, położona w województwie pomorskim, w powiecie bytowskim, w gminie Borzytuchom,  na Pojezierzu Bytowskim.
W latach 1975–1998 miejscowość administracyjnie należała do województwa słupskiego.